# Vauxhall (Nueva Jersey)
Vauxhall es un lugar designado por el censo ubicado en el condado de Union en el estado estadounidense de Nueva Jersey. En el Censo de 2020 tenía una población de 5251 habitantes y una densidad poblacional de 3432,03 habitantes por km². Fue incluido como CDP en el censo de 2020.

## Geografía
Vauxhall se encuentra ubicado en las coordenadas 40°43′06″N 74°17′03″O / 40.71833, -74.28417. Según la Oficina del Censo de los Estados Unidos,  tiene una superficie total de 1,53 km², todos correspondientes a tierra firme.